# Championnat de France masculin de handball 2000-2001
Navigation
Division 1 1999-2000 Division 1 2001-2002
Le championnat de France de Division 1 masculin 2000-2001 est la 49e édition de la compétition, plus haut niveau de handball en France.
Le titre de champion de France est remporté pour la première fois par Stade olympique de Chambéry qui devance le tenant du titre, le Montpellier Handball.
L'Angers Noyant Handball et l'UMS Pontault-Combault sont quant à eux relégués en Division 2.

## Clubs du championnat et leurs budgets
| Club                                         | Rang 1999-2000 | Budget en million de F |
| -------------------------------------------- | -------------- | ---------------------- |
| Montpellier Handball                         | 1er            | 11,0 MF (2,2 M€2020)   |
| Stade olympique de Chambéry                  | 2e             | 5,8MF (1,2 M€2020)     |
| Union sportive d'Ivry                        | 3e             | 7,6MF (1,5 M€2020)     |
| Paris Saint-Germain-Asnières                 | 4e             | 6,8MF (1,4 M€2020)     |
| Spacer's Toulouse                            | 5e             | 3,4MF (0,7 M€2020)     |
| Sport club de Sélestat                       | 6e             | 4,5MF (0,9 M€2020)     |
| Union municipale sports de Pontault-Combault | 7e             | 5,0MF (1,0 M€2020)     |
| Union sportive de Créteil                    | 8e             | 5,6MF (1,1 M€2020)     |
| Union sportive de Dunkerque                  | 9e             | 8,3MF (1,7 M€2020)     |
| Girondins de Bordeaux HBC                    | 10e            | 3,5MF (0,7 M€2020)     |
| Istres Sports                                | 12e            | 6,0MF (1,2 M€2020)     |
| Athletic Club Boulogne-Billancourt           | 13e            | 3,1MF (0,6 M€2020)     |
| Gazélec FCO Ajaccio                          | 1er de D2      | 2,6MF (0,5 M€2020)     |
| Angers Noyant Handball                       | 2e de D2       | 4,5MF (0,9 M€2020)     |
| Total                                        | Total          | 77,7 MF (15,5 M€2020)  |

À noter la rétrogradation du Livry-Gargan Handball, 11e du précédent championnat.

## Transferts
Les mouvements à l'intersaison sont, :
Gazélec FCO Ajaccio
- Arrivées : Lucien Dambreville (Créteil), Blazo Popovic (Yougoslavie), Jiří Vítek (Náchod), Laurent Cancellieri (HBC Corte), Yann Cheval (HBC Guingamp), Vincent Lanfranchi (HBC Corte).
- Départs : Martin Jurena (Allemagne), Christophe Chenu.

Angers Noyant Handball
- Arrivées : Rabah Gherbi (Club africain), Sofiane Lamali (Mouloudia d'Alger).
- Départs : Laurent Coustier, Frédéric Duval.

Athletic Club de Boulogne-Billancourt
- Arrivées : Mohamed Bouziane (Sousse, Tunisie), Jean-Charles Spinasse (Pontault Combault), Steeve Florella (Livry Gargan), Charden M'Bouta (St Priest), Alexandre Leconte (Le Bourget), Sébastien Ostertag (Livry-Gargan).
- Départs : Jean-Louis Auxenfans (Arrêt), Philippe Gerard (Ivry), Xavier Guerin (Arrêt), Serge Kajima (Nancy), Philippe Lenglin (Villemomble), Benoît Peyrabout (Créteil), Dejan Lukić (TuS Nettelstedt), Dalibor Valencic (Israël).

Girondins de Bordeaux HBC
- Arrivées : Yannick Reverdy (Wuppertal), Jean Charles Borg (Billère), Ivan Zoubkoff (St-Raphaël), Damir Smajlagić (Ivry), Irfan Smajlagić (Livry-Gargan).
- Départs : Igor Tchoumak (Wittelsheim), Vitali Pelechenko (St Malo), Stéphane Francastel (Libourne), Bruno Rios (Arrêt), Franck Fischer Keller (Libourne).

Stade olympique de Chambéry
- Arrivées : Laurent Busselier (Montpellier), Jérémy Roussel (Villeneuve d'Ascq), Igor Kos (Duderstadt).
- Départs : Attila Borsos (Villeurbanne), Franck Chapel (Aix Les Bains), Sylvain Cloarec (Arrêt).

US Créteil
- Arrivées : Benoît Peyrabout (ACBB), Frédéric Louis (Istres), Christophe Lassaut (Massy), Łukasz Tłuczyński (Pologne), Christophe Blin (St Mandé), Philippe Lepoitevin (Livry-Gargan).
- Départs : Manuel Blin (Arrêt), Jean René Bezancon (Italie), Jérôme Boissonnet (Massy), Sébastien Quintallet (Pontault-Combault), Lucien Dambreville (Ajaccio), Marc Bouriot (Villepinte).

Union sportive de Dunkerque
- Arrivées : Ragnar Þór Óskarsson (Reykjavik), Robert Lis (Varsovie), Andreï Cian (Brasov), Karl Maurouard (Centre de formation).
- Départs : François Woum Woum (Ivry), Tomé Petreski (Villefranche Sur Saône), Franck Deheunynck (Hazebrouck), Hervé Martin (Hazebrouck), Jérôme Delaporte (Saint-Marcel Vernon).

Istres Sports
- Arrivées : Olivier Maurelli (Nîmes), Adriaan Gregory (Montpellier), Tahar Labane (Mouloudia d'Alger), Sébastien Mongin (OM 13 CR), Lilian Di Salvo (OM 13 CR), Fabrice Chauvin (Aix), Michel Cicut (Entraîneur).
- Départs : Serge Laurain (Chateauneuf Les Martigues), Christian Caillat (de) (Stralsunder HV, Allemagne), Raoul Prandi (LTV Wuppertal), Stéphane Carrere (Bordeaux), Teddy Maillard (Cesson Sévigné), Frédéric Louis (Créteil).

US Ivry
- Arrivées : François Woum Woum (Dunkerque), Philippe Gerard (ACBB), Mirza Šarić (Leon), Martin Setlik (Kovopetrol Plzeň).
- Départs : Damir Smajilagić (Bordeaux).

Montpellier Handball
- Arrivées : Martin Frändesjö (GWD Minden), Bruno Martini (LTV Wuppertal), Thierry Omeyer (SC Sélestat), Ashraf Awaad (en) (Al Ahly).
- Départs : Daouda Karaboué (VfL Hameln), Sorin Toacsen (Nîmes), Adriaan Gregory (Istres), Laurent Busselier (SO Chambéry), Christophe Kabengele (Spacer's Toulouse).

PSG-Asnières
- Arrivées : Arnaud Siffert (Massy), Bruno Latchimy (La Réunion).
- Départs : Francis Franck (Allemagne D2).

UMS Pontault-Combault
- Arrivées : Sébastien Quintallet (Créteil), Gérald Motte (OM 13 CR), Vincent Navarro (Livry-Gargan), Johan Boisedu (Dormagen), Anthony Pistolesi (Villeneuve d'Ascq), Philippe Carrara (Entraîneur), Tanguy Adjobi (Nanterre).
- Départs : Pierre-Yves Rigault (Dormagen), Stéphane Mourlon (Gien), Emmanuel Courteaux (Metz), Jean Charles Spinasse (ACBB), Jean-François Schwartz (Metz).

SC Sélestat
- Arrivées : Rock Feliho (HBC Chalon), Alain Quintallet (Entraîneur).
- Départs : Thierry Omeyer (Montpellier), Bogdan Voina (Robertsau), Radu Voina (Entraîneur).

Spacer's Toulouse
- Arrivées : Michel Lorgeré (Villefranche-sur-Saône), Christophe Kabengele (Montpellier), Thomas Potier (Nousty), Pascal Cipin (Bordeaux).
- Départs : Pierre Birades (Rodez), Vitali Feschenko (Brème, Allemagne), Eric Negrel (Nîmes).

## Compétition

### Classement final
À l'issue de la saison, le classement final est le suivant, :
|    | Équipe                    | Pts | J  | G  | N | P  | Bp  | Bc  | Diff | Dép |
| -- | ------------------------- | --- | -- | -- | - | -- | --- | --- | ---- | --- |
| 1  | SO Chambéry               | 72  | 26 | 23 | 0 | 3  | 714 | 578 | 136  | -   |
| 2  | Montpellier Handball T C  | 69  | 26 | 21 | 1 | 4  | 680 | 549 | 131  | -   |
| 3  | US Créteil                | 65  | 26 | 19 | 1 | 6  | 612 | 545 | 67   | -   |
| 4  | PSG-Asnières              | 60  | 26 | 17 | 0 | 9  | 673 | 634 | 39   | -   |
| 5  | US Ivry                   | 59  | 26 | 16 | 1 | 9  | 614 | 562 | 52   | -   |
| 6  | US Dunkerque              | 58  | 26 | 15 | 2 | 9  | 625 | 600 | 25   | -   |
| 7  | Spacer's Toulouse         | 50  | 26 | 11 | 2 | 13 | 636 | 658 | -22  | -   |
| 8  | AC Boulogne-Billancourt   | 46  | 26 | 9  | 2 | 15 | 594 | 662 | -68  | -   |
| 9  | Istres Sports             | 44  | 26 | 7  | 4 | 15 | 588 | 627 | -39  | +1  |
| 10 | Girondins de Bordeaux HBC | 44  | 26 | 7  | 4 | 15 | 619 | 693 | -74  | -1  |
| 11 | SC Sélestat               | 43  | 26 | 7  | 3 | 16 | 585 | 624 | -39  | -   |
| 12 | Angers Noyant Handball P  | 42  | 26 | 8  | 0 | 18 | 601 | 654 | -53  | +2  |
| 13 | GFCO Ajaccio P            | 42  | 26 | 7  | 2 | 17 | 624 | 674 | -50  | -2  |
| 14 | UMS Pontault-Combault     | 34  | 26 | 4  | 0 | 22 | 594 | 699 | -105 | -   |

|   | Qualification pour la Ligue des champions |
|   | Qualification pour la Coupe des coupes    |
|   | Qualification pour la coupe de l'EHF      |
|   | Qualification pour la coupe Challenge     |
|   | Relégation en Division 2                  |
| T | Tenant du titre                           |
| P | Promu de Division 2 en début de saison    |
| C | Vainqueur de la Coupe de France           |

### Résultats
Les résultats journée par journée sont :
| Résultats (dom.\ext.)                                      | AJA   | ANG   | BOU   | BOR   | CHA   | CRE   | DUN   | IST   | IVR   | MON   | PAR   | PON   | SEL   | TOU   |
| GFCO Ajaccio                                               |       | 26-19 | 29-18 | 27-31 | 26-35 | 19-23 | 21-22 | 26-22 | 21-24 | 22-22 | 30-25 | 28-20 | 25-25 | 20-27 |
| Angers Noyant Handball                                     | 29-20 |       | 23-26 | 27-29 | 17-31 | 20-21 | 26-25 | 24-31 | 22-20 | 23-26 | 23-26 | 29-22 | 26-22 | 20-31 |
| AC Boulogne-Billancourt                                    | 27-26 | 24-25 |       | 22-26 | 22-27 | 19-23 | 25-34 | 23-22 | 20-25 | 21-26 | 23-29 | 19-18 | 23-22 | 33-27 |
| Girondins de Bordeaux HBC                                  | 24-20 | 21-18 | 21-25 |       | 18-32 | 25-29 | 25-25 | 31-32 | 18-24 | 21-27 | 22-26 | 32-30 | 25-25 | 23-24 |
| SO Chambéry                                                | 29-20 | 24-20 | 29-18 | 35-24 |       | 25-24 | 25-28 | 30-29 | 31-17 | 22-28 | 28-22 | 33-27 | 27-23 | 25-19 |
| US Créteil                                                 | 28-20 | 24-22 | 24-24 | 27-22 | 24-22 |       | 25-16 | 22-21 | 13-20 | 26-24 | 28-24 | 27-20 | 26-17 | 28-23 |
| Dunkerque HGL                                              | 32-26 | 25-24 | 21-15 | 26-22 | 22-28 | 19-20 |       | 26-26 | 23-21 | 24-23 | 26-21 | 22-15 | 22-20 | 23-22 |
| Istres Sports                                              | 27-24 | 23-26 | 25-21 | 18-18 | 19-20 | 13-24 | 17-23 |       | 23-20 | 19-23 | 22-25 | 32-25 | 23-23 | 27-21 |
| US Ivry                                                    | 31-25 | 28-21 | 22-27 | 29-17 | 21-26 | 23-16 | 19-16 | 16-16 |       | 25-21 | 24-23 | 28-27 | 29-21 | 27-25 |
| Montpellier Handball                                       | 29-20 | 26-16 | 26-18 | 31-24 | 22-24 | 23-19 | 30-25 | 30-15 | 26-22 |       | 29-17 | 27-16 | 28-17 | 25-20 |
| PSG-Asnières                                               | 29-25 | 23-22 | 34-18 | 32-27 | 23-24 | 23-29 | 21-17 | 29-23 | 26-21 | 23-26 |       | 31-25 | 26-24 | 35-31 |
| UMS Pontault-Combault                                      | 30-31 | 27-26 | 24-23 | 24-26 | 23-29 | 21-25 | 26-31 | 30-25 | 18-30 | 18-21 | 24-28 |       | 28-27 | 20-21 |
| SC Sélestat                                                | 22-19 | 20-21 | 26-32 | 31-20 | 21-26 | 18-17 | 32-29 | 23-19 | 22-21 | 23-29 | 19-20 | 24-17 |       | 19-20 |
| Sporting Toulouse 31                                       | 24-28 | 33-32 | 28-28 | 27-27 | 21-27 | 22-20 | 25-23 | 24-19 | 18-27 | 29-32 | 24-32 | 24-19 | 26-19 |       |
| - Victoire à domicile - Match nul - Victoire à l'extérieur |       |       |       |       |       |       |       |       |       |       |       |       |       |       |

### Champion de France 2000-2001
| Champion de France de handball 2000-2001 Stade Olympique de Chambéry 1re victoire |

L'effectif du Stade Olympique de Chambéry est, :
- Fabien Arriubergé (GB)
- Benoît Varloteaux (GB)
- Laurent Busselier
- Mathieu Dauvier
- Mickaël Delric
- Hubert Droy
- Benjamin Gille
- Bertrand Gille
- Guillaume Gille
- Mickaël Grossmann
- Igor Kos
- Johann Malbroukou
- Thomas Molliex
- Stéphane Moualek
- Laurent Munier
- Daniel Narcisse
- Émeric Paillasson
- Jérémy Roussel

Entraîneur
- Philippe Gardent
- Mario Cavalli

## Statistiques et récompenses

### Équipe-type
À l'issue du championnat, les Sept d'or du handball 2001,, ont été décernées à :
- Meilleur joueur : Bertrand Gille (SO Chambéry), 14 voix ; Jan Paulsen (US Ivry), 2 ; Ion Mocanu (Pontault-Combault), Nicolas Lemonne (US Créteil) et Guillaume Gille (SO Chambéry), 1.
- Meilleur gardien : Nicolas Lemonne (US Créteil), 10 voix ; Marc-Olivier Albertini (US Ivry), 4 ; Benoît Varloteaux (SO Chambéry), 2 ; Bruno Martini (Montpellier Handball), Thierry Omeyer (Montpellier Handball) et Josef Kučerka (Ajaccio), 1.
- Meilleur ailier gauche : Laurent Busselier (SO Chambéry), 11 voix ; Olivier Girault (PSG), 5 ; Andrej Golić (Montpellier Handball), 2 ; Sébastien Ostertag (ACBB), 1.
- Meilleur arrière gauche : Daniel Narcisse (SO Chambéry), 11 voix ; Jérôme Fernandez (Montpellier Handball), 7 ; Guillaume Gille (SO Chambéry), 1.
- Meilleur demi-centre[12] : Ragnar Þór Óskarsson (US Dunkerque), 5 voix ; Fabrice Guilbert (US Créteil), 4 ; Jan Paulsen (US Ivry) et Guillaume Gille (SO Chambéry), 3 ; Nikola Vojinović (PSG), 2 ; Stéphane Moualek (SO Chambéry), Jean-Charles Spinasse (ACBB) et Vincent Hoareau (Toulouse), 1.
- Meilleur pivot : Bertrand Gille (SO Chambéry), 17 voix ; Ion Mocanu (Pontault-Combault) et Semir Zuzo (PSG), 1.
- Meilleur arrière droit : Sébastien Bosquet (US Dunkerque), 8 voix ; Frédéric Louis (US Créteil), 4 ; Cédric Burdet (Montpellier Handball) et Thomas Molliex (SO Chambéry), 2 ; Christophe Rouvier (Bordeaux), Richard (US Ivry) et Jiří Vítek (Ajaccio), 1.
- Meilleur ailier droit : Grégory Anquetil (Montpellier Handball), 14 voix ; Stéphane Plantin (Toulouse), 2 ; Mickaël Grossmann (SO Chambéry), William Holder (US Créteil) et Irfan Smajlagić (Bordeaux), 1.
- Meilleur défenseur : Didier Dinart (Montpellier Handball), 11 voix Bertrand Gille (SO Chambéry), 4 ; Rudi Prisăcaru (Toulouse), 2 ; Laurent Munier et Daniel Narcisse (SO Chambéry), 1.
- Meilleur entraîneur : Philippe Gardent (SO Chambéry), 15 voix ; Thierry Anti (US Créteil), 2 ; Michel Cicut (Istres) et Claude Onesta (Toulouse), 1.

### Statistiques individuelles
| Rang | Joueur               | Club                      | Buts | 7 m | MJ | Moy. |
| ---- | -------------------- | ------------------------- | ---- | --- | -- | ---- |
| 1    | Ciprian Beșta        | Girondins de Bordeaux HBC | 140  | 18  | 25 | 5,6  |
| 2    | Jan Paulsen          | US Ivry                   | 135  | 73  | 26 | 5,2  |
| 3    | Ragnar Þór Óskarsson | US Dunkerque              | 131  | 54  | 24 | 5,5  |
| 4    | Olivier Maurelli     | Istres Sports             | 128  | 50  | 26 | 4,9  |
| 5    | Jiří Vítek (de)      | GFCO Ajaccio              | 122  | 2   | 26 | 4,7  |
| 6    | Nikola Vojinović     | PSG-Asnières              | 119  | 3   | 25 | 4,8  |
| 7    | Joël Tenaudier       | GFCO Ajaccio              | 115  | 27  | 24 | 4,8  |
| 8    | Bertrand Gille       | SO Chambéry               | 114  | 12  | 20 | 5,7  |
| 8    | Jérôme Fernandez     | Montpellier Handball      | 114  | 15  | 26 | 4,4  |
| 10   | Seufyann Sayad       | SC Sélestat               | 112  | 26  | 25 | 4,5  |
| 10   | Vincent Hoareau      | Sporting Toulouse 31      | 112  | 0   | 26 | 4,3  |

| Rang | Joueur                 | Club                      | Arrêts | 7 m | MJ | Moy. |
| ---- | ---------------------- | ------------------------- | ------ | --- | -- | ---- |
| 1    | Josef Kučerka          | GFCO Ajaccio              | 353    | 6   | 26 | 13,6 |
| 2    | Nicolas Lemonne        | US Créteil                | 297    | 8   | 26 | 11,4 |
| 3    | Christophe Carnet      | Angers Noyant Handball    | 292    | 5   | 26 | 11,2 |
| 4    | Yohann Ploquin         | Sporting Toulouse 31      | 265    | 4   | 23 | 11,5 |
| 5    | Marc-Olivier Albertini | US Ivry                   | 262    | 5   | 25 | 10,5 |
| 6    | Dragan Mladenović      | US Dunkerque              | 250    | 10  | 24 | 10,4 |
| 7    | Patrick Bos            | Girondins de Bordeaux HBC | 214    | 10  | 25 | 8,6  |
| 8    | Stéphane Clemençon     | PSG-Asnières              | 200    | 0   | 26 | 7,7  |
| 8    | Pascal Boudsocq        | AC Boulogne-Billancourt   | 200    | 10  | 26 | 7,7  |
| 10   | Benoît Varloteaux      | SO Chambéry               | 197    | 7   | 26 | 7,6  |
| 11   | Thierry Omeyer         | Montpellier Handball      | 190    | 4   | 26 | 7,3  |